# A Billboard Hot 100 listavezetői 2008-ban

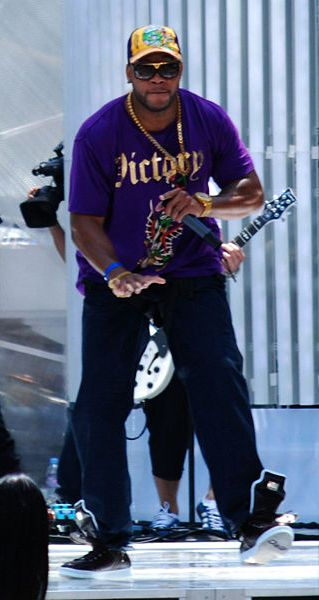
Flo Rida legelső első helyezését az Egyesült Államokban Low című dalával szerezte meg, amely a 2008-as évben a legtöbb ideig uralkodott a listán, összesen 10 hétig vezette azt.

A Billboard Hot 100 lista rangsorolja az Amerikában legjobban teljesítő kislemezeket. A digitális és fizikális eladások,  illetve a rádiós teljesítmény alapján készült listát a Billboard magazin teszi közzé hetente.

## Lista

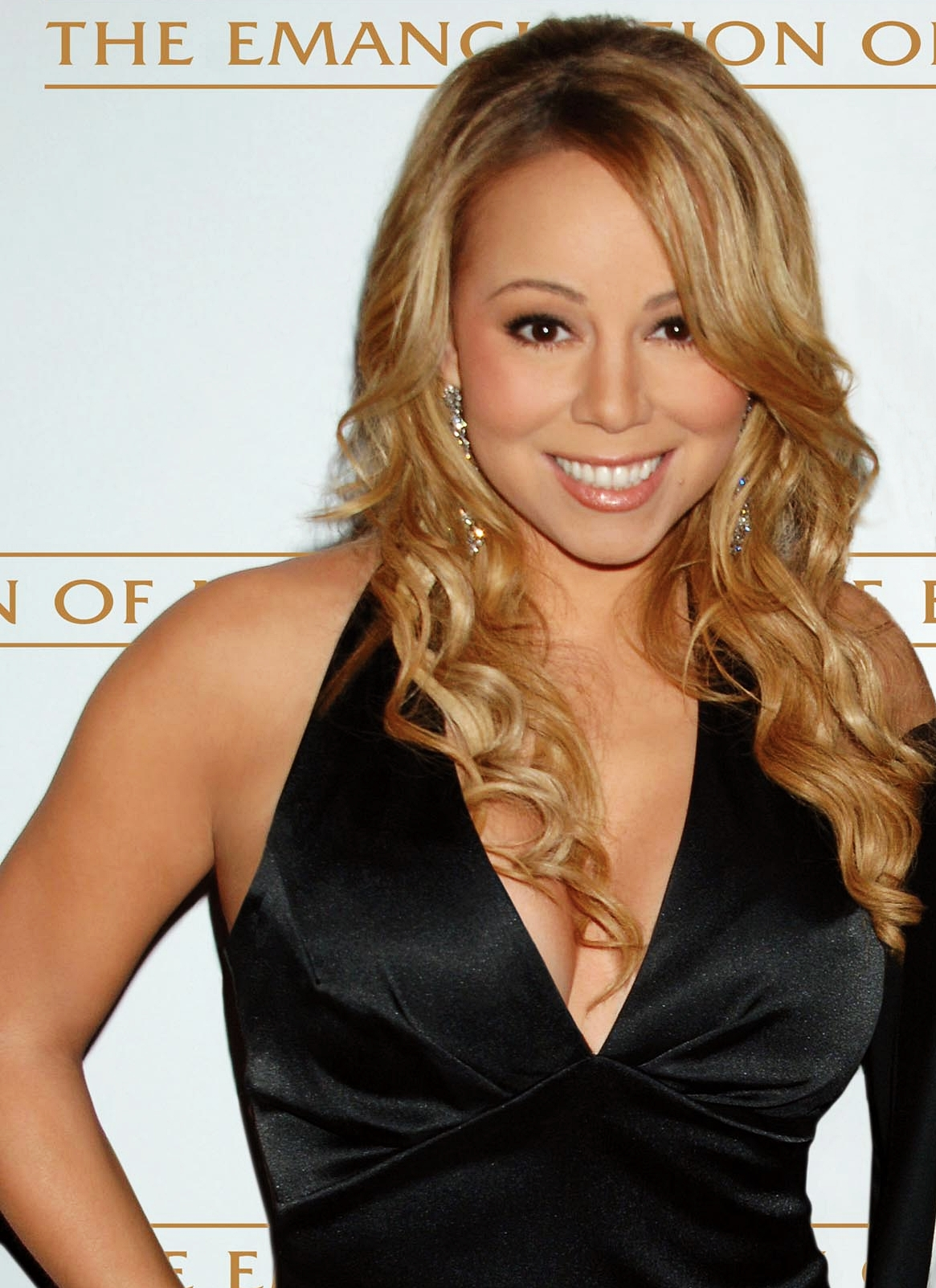
Mariah Carey megszerezte tizennyolcadik első helyezését a Hot 100-on Touch My Body című dalával, ezzel a The Beatles mögött ő a második legtöbb első helyezéssel rendelkező előadó.

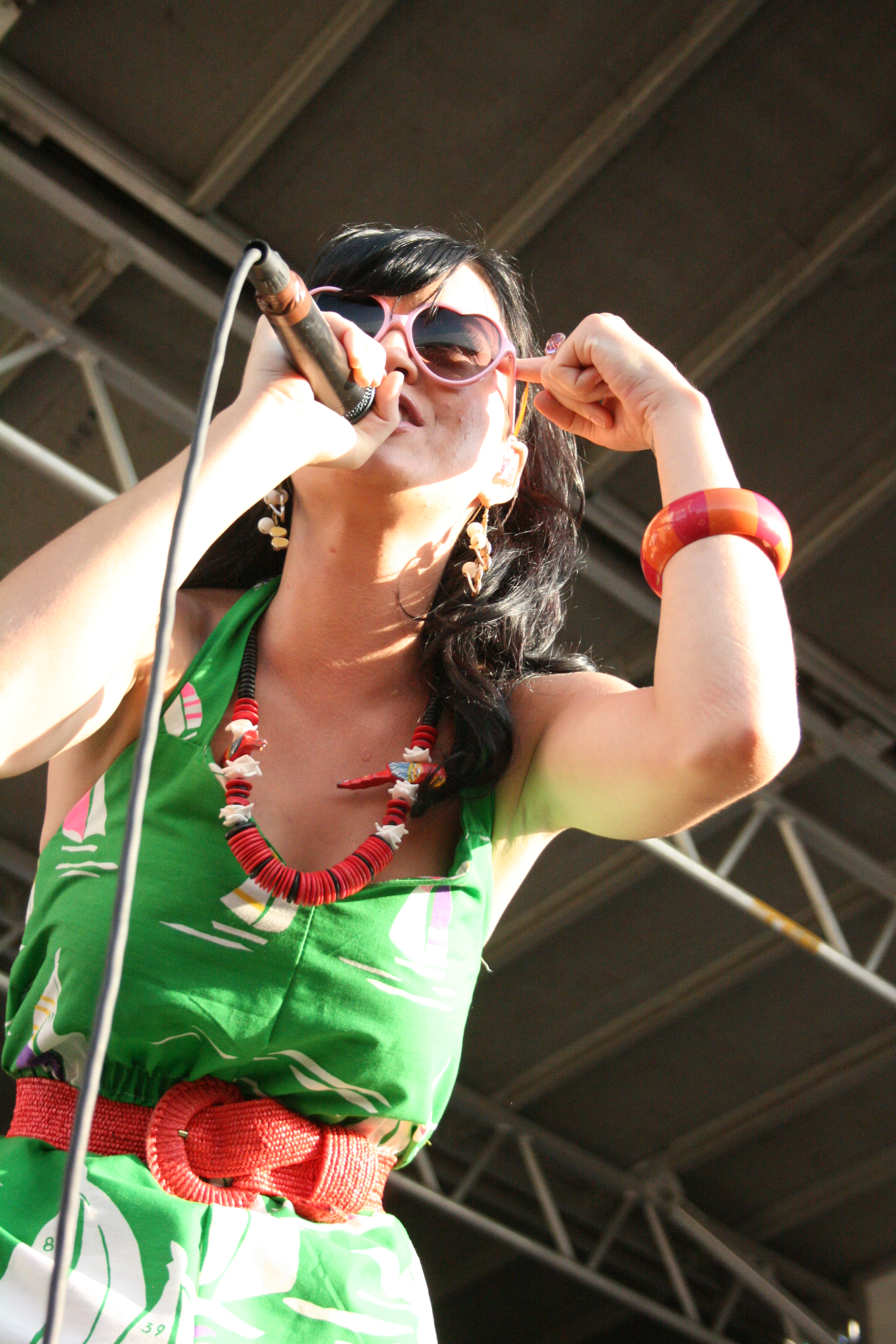
Katy Perry megszerezte első listavezető pozícióját az Egyesült Államokban, amikor az I Kissed a Girl című dala a csúcsra ért a Hot 100-on.

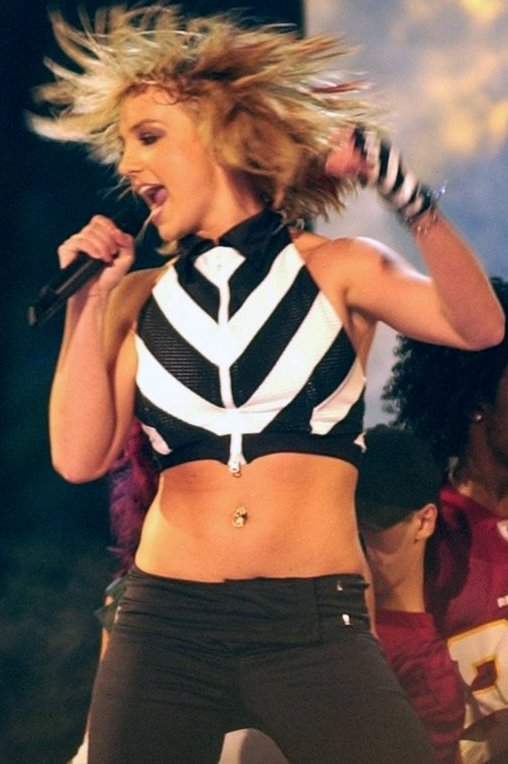
Britney Spears több mint kilenc évvel debütáló kislemezének első helyezése után, kiadta második listavezető dalát.

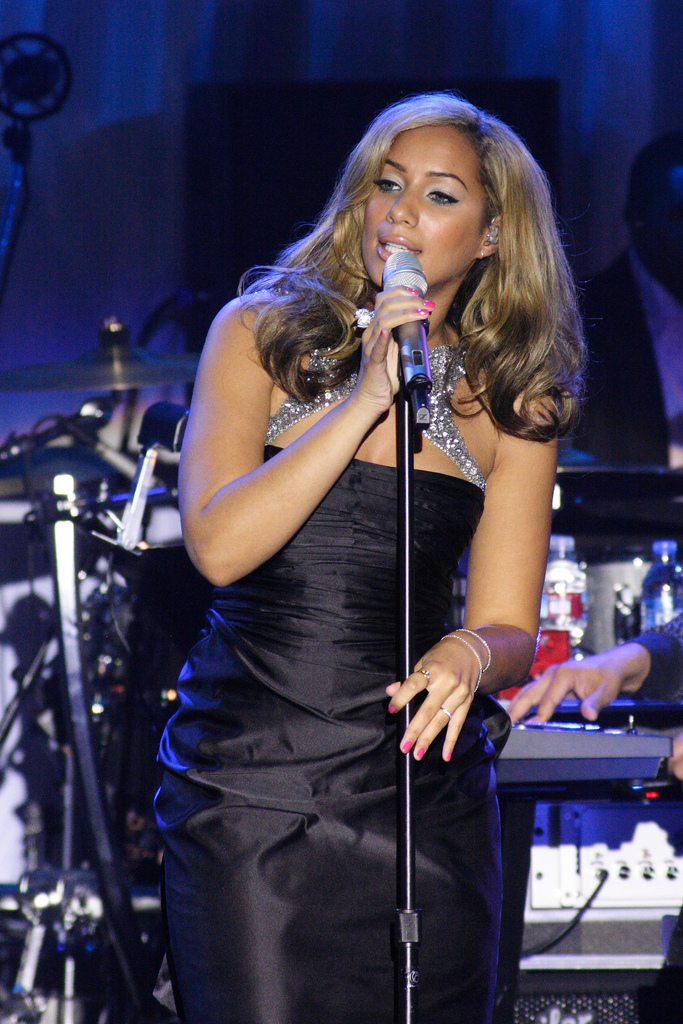
Leona Lewis debütáló dala elérte a Hot 100 első helyezését, ezzel a zenetörténelem harmadik brit származású női előadója, akinek első kislemeze listavezető lett az Egyesült Államokban.

| Best performing single of 2008 | A legjobban teljesítő kislemezt jelzi 2008-ban |

| Kiadás dátuma  | Dal                              | Előadó(k)                                | Forr.         |
| -------------- | -------------------------------- | ---------------------------------------- | ------------- |
| Január 5.      | Low                              | Flo Rida, T-Pain közreműködésével        | [ 2 ]         |
| Január 12.     | Low                              | Flo Rida, T-Pain közreműködésével        | [ 3 ]         |
| Január 19.     | Low                              | Flo Rida, T-Pain közreműködésével        | [ 4 ]         |
| Január 26.     | Low                              | Flo Rida, T-Pain közreműködésével        | [ 5 ]         |
| Február 2.     | Low                              | Flo Rida, T-Pain közreműködésével        | [ 6 ]         |
| Február 9.     | Low                              | Flo Rida, T-Pain közreműködésével        | [ 7 ]         |
| Február 16.    | Low                              | Flo Rida, T-Pain közreműködésével        | [ 8 ]         |
| Február 23.    | Low                              | Flo Rida, T-Pain közreműködésével        | [ 9 ]         |
| Március 1.     | Low                              | Flo Rida, T-Pain közreműködésével        | [ 10 ]        |
| Március 8.     | Low                              | Flo Rida, T-Pain közreműködésével        | [ 11 ]        |
| Március 15.    | Love in This Club                | Usher, Young Jeezy közreműködésével      | [ 12 ]        |
| Március 22.    | Love in This Club                | Usher, Young Jeezy közreműködésével      | [ 13 ]        |
| Március 29.    | Love in This Club                | Usher, Young Jeezy közreműködésével      | [ 14 ]        |
| Április 5.     | Bleeding Love                    | Leona Lewis                              | [ 15 ]        |
| Április 12.    | Touch My Body                    | Mariah Carey                             | [ 16 ] [ 17 ] |
| Április 19.    | Touch My Body                    | Mariah Carey                             | [ 18 ]        |
| Április 26.    | Bleeding Love                    | Leona Lewis                              | [ 19 ]        |
| Május 3.       | Lollipop                         | Lil Wayne, Static Major közreműködésével | [ 20 ]        |
| Május 10.      | Bleeding Love                    | Leona Lewis                              | [ 21 ]        |
| Május 17.      | Bleeding Love                    | Leona Lewis                              | [ 22 ]        |
| Május 24.      | Take a Bow                       | Rihanna                                  | [ 23 ] [ 24 ] |
| Május 31.      | Lollipop                         | Lil Wayne, Static Major közreműködésével | [ 25 ]        |
| Június 7.      | Lollipop                         | Lil Wayne, Static Major közreműködésével | [ 26 ]        |
| Június 14.     | Lollipop                         | Lil Wayne, Static Major közreműködésével | [ 27 ]        |
| Június 21.     | Lollipop                         | Lil Wayne, Static Major közreműködésével | [ 28 ]        |
| Június 28.     | Viva la Vida                     | Coldplay                                 | [ 29 ] [ 30 ] |
| Július 5.      | I Kissed a Girl                  | Katy Perry                               | [ 31 ] [ 32 ] |
| Július 12.     | I Kissed a Girl                  | Katy Perry                               | [ 33 ]        |
| Július 19.     | I Kissed a Girl                  | Katy Perry                               | [ 34 ]        |
| Július 26.     | I Kissed a Girl                  | Katy Perry                               | [ 35 ]        |
| Augusztus 2.   | I Kissed a Girl                  | Katy Perry                               | [ 36 ]        |
| Augusztus 9.   | I Kissed a Girl                  | Katy Perry                               | [ 37 ]        |
| Augusztus 16.  | I Kissed a Girl                  | Katy Perry                               | [ 38 ]        |
| Augusztus 23.  | Disturbia                        | Rihanna                                  | [ 39 ]        |
| Augusztus 30.  | Disturbia                        | Rihanna                                  | [ 40 ]        |
| Szeptember 6.  | Whatever You Like                | T.I.                                     | [ 41 ]        |
| Szeptember 13. | Whatever You Like                | T.I.                                     | [ 42 ]        |
| Szeptember 20. | Whatever You Like                | T.I.                                     | [ 43 ]        |
| Szeptember 27. | So What                          | Pink                                     | [ 44 ]        |
| Október 4.     | Whatever You Like                | T.I.                                     | [ 45 ]        |
| Október 11.    | Whatever You Like                | T.I.                                     | [ 46 ]        |
| Október 18.    | Live Your Life                   | T.I., Rihanna közreműködésével           | [ 47 ]        |
| Október 25.    | Womanizer                        | Britney Spears                           | [ 48 ] [ 49 ] |
| November 1.    | Whatever You Like                | T.I.                                     | [ 50 ]        |
| November 8.    | Whatever You Like                | T.I.                                     | [ 51 ]        |
| November 15.   | Live Your Life                   | T.I., Rihanna közreműködésével           | [ 52 ]        |
| November 22.   | Live Your Life                   | T.I., Rihanna közreműködésével           | [ 53 ]        |
| November 29.   | Live Your Life                   | T.I., Rihanna közreműködésével           | [ 54 ]        |
| December 6.    | Live Your Life                   | T.I., Rihanna közreműködésével           | [ 55 ]        |
| December 13.   | Single Ladies (Put a Ring on It) | Beyoncé                                  | [ 56 ]        |
| December 20.   | Live Your Life                   | T.I., Rihanna közreműködésével           | [ 57 ]        |
| December 27.   | Single Ladies (Put a Ring on It) | Beyoncé                                  | [ 58 ]        |